# فولکلور

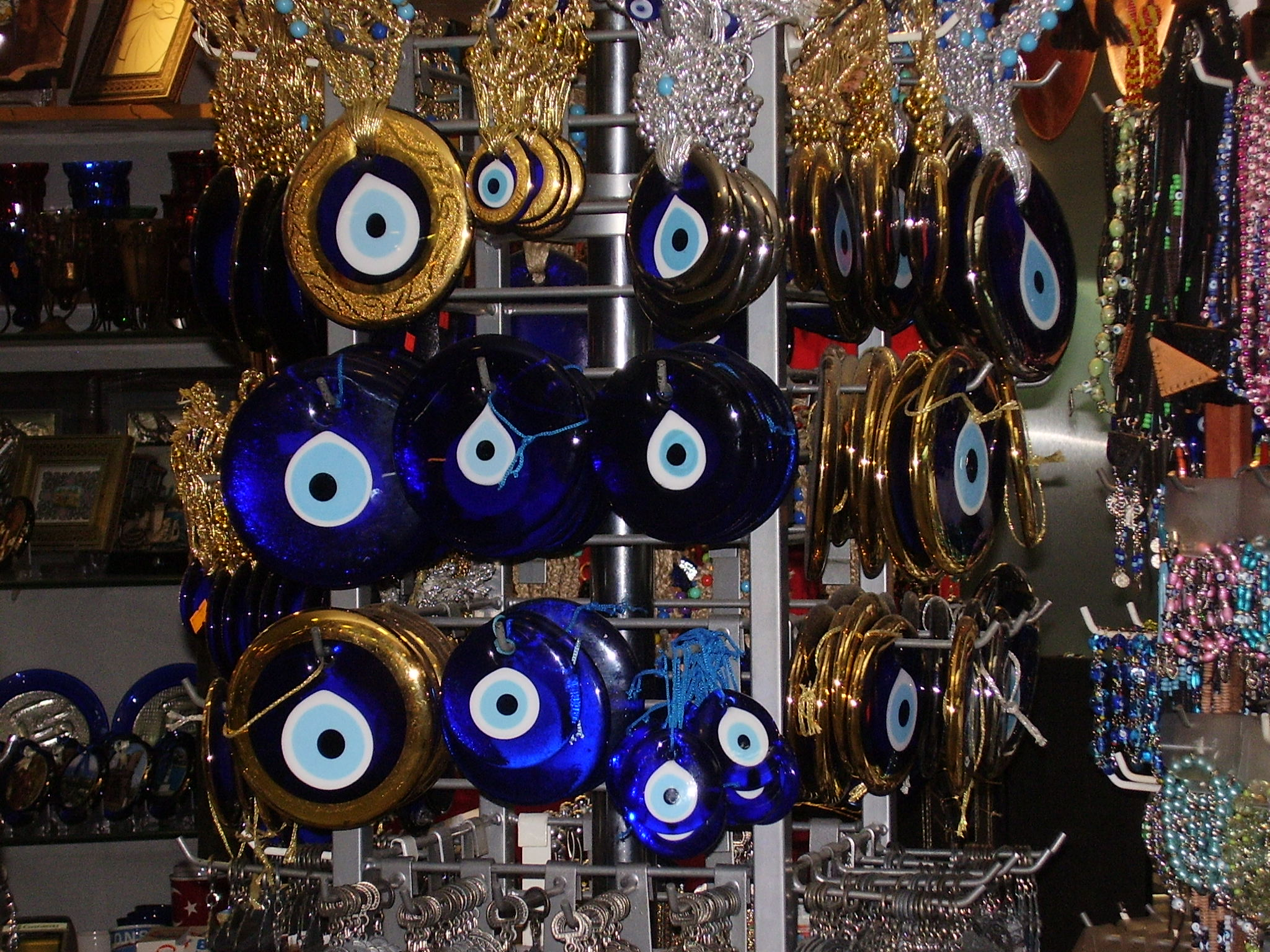
نمونه‌ای از چشم‌زخم

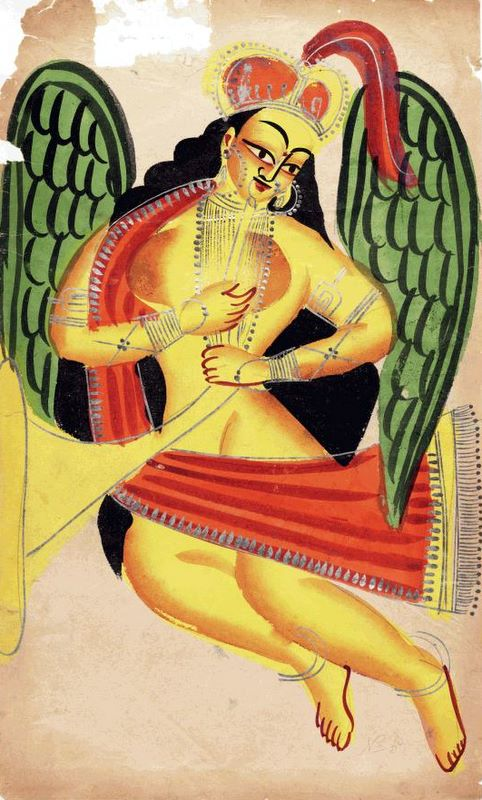
نقشی از پری در کلکته، ۱۸۷۵ میلادی

فرهنگ مردم یا فولکلور (به فرانسوی: Folklore) یا باور مردمی را می‌توان گروهی دربرگیرنده افسانه‌ها، داستان‌ها، موسیقی، تاریخ شفاهی، ضرب‌المثل‌ها، هزلیات، پزشکی، باورهای مردمی دربارهٔ بخت و شگون و چشم زخم، لالایی مادران، پایکوبی بومی، آیین‌ها، شیوه‌ها و سنّت‌ها دانست. فولکلور از دو واژه انگلیسی فولک (دنباله روی از واژه Volk در زبان آلمانی و برابر با Folc در انگلیسی باستان) برابر با مردم، مردان، مردم کوچه بازار، انبوه و لور (lar در انگلیسی کهن) برابر با یادگیری، آموخته، آگاهی، دانش تشکیل شده است.
فولکلور را بیشتر در بررسی توده‌های نیاموخته و درس ناخواندهٔ مردم می‌جویند؛ معمولاً در میان اقوام قدیمی به‌ویژه آنها که شهرنشین نبودند نمونه‌های بیشتری از فولکلور یافت می‌شود. واژه فولکلور را برای نخستین بار ویلیام توماس عتیقه‌شناس انگلیسی در مقاله‌ای که زمینه آن گفتار دربارهٔ دانش مردمی و آداب و آیین‌های کهن بود به کار برد. این واژه از نیم سده پیش نیز در ایران و ادبیات آن راه یافته است و رفته رفته این واژه برابر دانش عامیانه و دانستنی‌های تودهٔ مردم رواج یافت و «فرهنگ عامه»، «فرهنگ عامیانه»، «فرهنگ توده» و «فرهنگ مردم» نامیده شد.
اساساً واژهٔ فولک (folk) به معنی «مردم» و واژهٔ لور (lore) به معنی «فرهنگ و دانش بومی سنتی مردم» است.

## داستان‌های مردمی در ایران
ایران از دیدگاه دیرینگی، باورها و آیین‌های کهنی دارد و از همین رو دارای باورهای مردمی سرشار است. افسانه‌سرایی و داستانسرایی از آیینهای دیرباز ایرانیان شمرده می‌شود. گرچه نوشتارها دراین باره بسیار است ولی ردپای این گونه داستان‌ها را بیشتر باید درمیان روستاییان ایران و نانوشته‌ها_ ویژگی بنیادی فولکلور_ جست.
از این میان چهره‌هایی سربرآورده‌اند که کاربردهای سرگرمی، آموزشی یا ترساننده داشته‌اند، مانند لولو و دیگ به سر.
از نمونه‌های نوشتاری شناخته‌شده‌تر این دست داستانها هزارویکشب، داستانهای سندباد دریانورد، امیر ارسلان نامدار، حسین کرد شبستری و سمک عیار است.
هزاران قصه و افسانه و داستان نیز سینه به سینه در روستاها، شهرها و کوهپایه‌های این مرزوبوم رایج بود که در قهوه‌خانه‌ها کسانی به نام داستان‌گو یا نقال یا شب‌ها در خانه‌ها بزرگترها بازگو می‌کردند. شاید تا بیست سال پیش در هر خانواده دست‌کم یک تن که بهتر داستان می‌گفت و ده‌ها داستان می‌دانست بود و زندگی و آداب و آیین کهن ما رنگ ویژه و پربار فرهنگ مردمی خود را داشت.
داستانهای جن و پری نیز بخش بزرگی از باورهای مردمی و سرگرمی شبهای دراز زمستان و خستگی در کردن تابستانی پس از کار روزانه بودند.

## ضرب‌المثل (زبانزد)
خرد و دانش مردمان کوچه و بازار و آموزگار ندیده، بسته و وابسته به همین گونه برجسته از فرهنگ بومی است. ضرب‌المثل‌ها آینه زندگی روزانه و راهکار سختی‌های آن و رهنمود پسند و ناپسند رفتارهای همه گیر برای مردمان گاهی نادان، گردنکش، گستاخ، تنگ‌چشم، گیج، تندخو، ساده دل و سختگیر است.

## پایکوبی بومی (رقص سنتی)
فرهنگ مردمی و بومی از ویژگیهای رنگارنگی برخوردار است که در میان آنها پایکوبی و دست افشانی به بهانه بزرگداشت رویدادهای گوناگون، جایگاه ویژه‌ای در پاسداری از یکپارچگی مردم، تندرستی، بهداشت روانی و بالا بردن آمادگی مردم برای نبرد داشته و دارد. از ویژگی‌های نمایان و فراگیر پایکوبی بومی، داشتن بخشی گروهی و هماهنگ بودن حرکت‌ها و نمایش حالت یگانگی در میان رقصندگان است که یادآور انگیزه و ریشه این گونه پایکوبی هاست. این نکته به‌ویژه در پایکوبی کردی روشن است و نمونه‌هایی در یونان (زوربا)، روسیه (گروه بیریوزکا) و ایرلند (گامه) و دیگر جاها از آن دیده می‌شود.

## ترانه‌ها و آهنگ‌های بومی
ترانه‌های بومی بخش جدایی ناپذیر از فرهنگ بومی و مردمی را می‌سازند. آنها یادآور اندوه و امید و رنج و شادی یک تیره و تبار و گروهی هستند که در یک زیست‌بوم زندگی می‌گذرانند. شایان یادکرد است که ترانه‌های مردمی تنها به ترانه‌های کهن و سرایندگان نیاموخته و آموزش ندیده مرزبندی نمی‌شود. شاعران بزرگ نیز گاهی ترانه‌هایی مردم پسند و با درون مایه‌های مردمی و کوچه بازاری می‌سرایند.

## لالایی مادران
در این باره، سیما بینا، از هنرمندان پیشگام، کاری ارزشمند در دسترس گذاشته است که فراگیر چهل لالایی از سرتاسر ایران است.

## باورهای مردمی

### چشم زخم
در این باره باورهای دینی هم مهر پذیرش زده‌اند به گونه ای که در دین اسلام در قرآن نیز بخشی به این زمینه پرداخته است. در زبان مردم ایران آن را «وان یکاد» می‌خوانند.
حافظ نیز می‌گوید:
حضور خلوت انس است و دوستان جمعند
و ان یکاد بخوانید و در فراز کنید